# Benny Sadel
Emmanuel González González (Uvilla; 27 de marzo de 1960 - Nueva York; 5 de noviembre de 2015), más conocido como Benny Sadel, fue un merenguero dominicano conocido como una de las mejores voces del merengue. Por parte de padre era pariente de Johnny Calar , famoso intérprete dominicano conocido por formar parte de la agrupación de “Luis Ovalle “ y ser corista de El Zafiro (También fue primo hermano del Merenguero Rubby Pérez, quien también falleció el 8 de abril de 2025. 
Fueron sus padres Benjamín María González (Pupito) y Francisca González Santana (La Negra).

## Primeros años
Benny Sadel inició su carrera como cantante en celebraciones de cumpleaños y fiestas patronales, donde se ganó la aceptación del público gracias a su voz y carisma. En 1977 se unió a la orquesta “X Uno del Sabor”, en Tamayo, Provincia de Bahoruco. Debido a su talento, su maestro de música, Arturo Méndez, le recomendó trasladarse a Santo Domingo para explorar nuevas oportunidades.
Un día después de su llegada a la capital, fue contratado por Gerardo Veras para integrar la orquesta “Los Diamantes”. Tras dos años en este grupo, pasó a formar parte de “La Santo Domingo All Star Band”.
Durante la formación del grupo “El Equipo”, fue incorporado por Dioni Fernández y Sandy Reyes, permaneciendo como vocalista durante un año y siete meses. Posteriormente se trasladó a Venezuela, donde formó su propia agrupación: “Los Jacarandosos de Benny Sadel”, compuesta por músicos dominicanos y venezolanos.
Tiempo después, Wilfrido Vargas le propuso integrarse a su orquesta, oferta que aceptó, regresando a República Dominicana. Sin embargo, sólo llegó a participar en cuatro presentaciones, ya que no se gestionó a tiempo la renovación de su visado, lo que le impidió unirse a la gira internacional del grupo. Por esta razón, regresó a Venezuela y retomó su proyecto con “Los Jacarandosos de Benny Sadel”.
En 1983, se unió a la orquesta de Aramis Camilo, “La Organización Secreta”, donde se destacó con temas populares como «Ven llévame contigo» y «Querida».

## Como solista
Posteriormente formó su propia orquesta. Entre sus temas más sonados están “Majao, majao”, “Dicen”, “Vuelve”, “Cada vez más”, “Te seguiré queriendo”, “Algo de mí”, “Maldita sea”, “Amor, amor” y “Majando”.
Sus temas  como "Alza Tu Copa", "Te He Prometido", "Yo soy Así", entre otros, Lograron éxitos extraordinarios, de Boston se traslada a Nueva York donde luego se regresa a Santo
Domingo, con una carrera establecida.   Benny Sadel produce un CD por Elvis Productions/Discomania, con temas como: "Tanto Amor", "Dos cosas" , "Tu Me Vas a Dejar", "Un Mal Sueño" , entre otros.
En una presentación tras sufrir un mareo en una actuación en un centro de diversión de los Estados Unidos, se le detectó con leucemia. 
En 2008 ingresó como figura principal a “Los Toros Band”. Con este agrupación no concretaron mayores resultados.

## Muerte
Benny Sadel murió en el  Jacobi Medical Center de  Nueva York, por  leucemia .  Sus restos fueron puestos en velatorio en la Funeraria Blandino siendo visitado por diferentes personalidades del ámbito artístico y político, donde artistas como  Kaky Vargas y  Sergio Vargas cantaron algunos de sus temas, Te Seguiré Queriendo y Amor Eterno de Juan Gabriel.

## Discografía
Caciquiando (1987)
- Yo Soy Así
- Mis Manos En Tu cintura
- Yo Te Daba Amor
- Quiero Ser
- Rompamos El Contrato
- Por Ti
- Te He Prometido
- En Esta Navidad

 Escucha Escucha (1988) 
- Alza Tu Copa
- Celos Sin Motivo
- La Gran Ciudad
- Por Eso
- Por Que Te Quiero
- Sin Despedirme
- Solo Con Llorar
- Todo Terminó

Lo Mejor Del Cacique Escucha (1989)
- Mori vivi
- Ahora
- Sufrimiento
- Aunque te enamores
- Los hombres chiquitos
- Delirio
- Gracias por regresar
- Culpable

Morenaza (1992)
- La Morenaza
- Me Las Pagaras
- Quiero Amarte
- Complaceme
- La Gente Comenta (Mix)
- Te Sigo Queriendo
- Me Las Pagaras
- Nunca Mas Dirás Adiós
- Así Es La Vida
- Mejor No Quiero Na
- Así Te Quiero Yo
- La Gente Comenta

Majao Majao (1993)
- La negra mia
- Te sigo queriendo
- Cada vez más
- La soledad
- Otro ocupa mi lugar
- Dicen
- Algo de mi
- El martillo
- La batalla.
- Quiero ser

Majao (1994)
- Majao Majao
- Eres Tu
- Te Necesito
- Cariño De Mi Vida
- Amor Por Ti
- Yo Necesito Saber
- Lágrimas
- Majao Majao (Mix)

Mejor Que Nunca (1995)
- La negra mía
- Te sigo queriendo
- Cada vez más
- La soledad
- Otro ocupa mi lugar
- Dicen
- Algo de mi
- El martillo
- La batalla.
- Quiero ser

Seguimos Majando (1995)
- Majao, Majao
- Amor, Amor
- Maldita Sea
- En Ruinas
- Te Necesito
- Falsa
- Por Un Poco De Tu Amor
- Con El Sentimiento Herido
- Querida Mía
- Remix Majao, Majao

Llegó Papá (1997)
- Morí viví
- Ahora
- Sufrimiento
- Aunque te enamores
- Los hombres chiquitos
- Delirio
- Culpable

Tanto Amor (1998)
- Tu me vas a dejar
- Sencilla
- Tanto amor
- Hay que saber perder
- Dos cosas
- Un mal sueño
- Homenaje a Wilfrido Vargas
- Amores
- Romperé la puerta

Vuelve (2005)
- Como pude enamorarme de ti
- Y que de mi
- Hazme el amor
- Happy (La Soledad) en vivo
- Ah no yo no se
- Mori vivi “Llegó Papa’”
- La gente comenta
- Por un minuto de amor en vivo
- Como pude enamorarme de ti en vivo
- Como pude enamorarme de ti – Pista